# 나고르노카라바흐 분쟁
나고르노카라바흐 분쟁은 대부분 아르메니아인이 거주하는 분쟁 지역인 나고르노카라바흐와 아제르바이잔인이 주로 거주하는 7개 주변 지역을 두고 1990년대 아르메니아 점령 기간 동안 추방될 때까지 아르메니아와 아제르바이잔 간의 민족 및 영토 분쟁이다. 나고르노카라바흐 지역은 분리된 아르차흐 공화국이 부분적으로 사실상 통제하고 있지만, 국제적으로는 아제르바이잔의 일부로 인정된다. 아제르바이잔은 나고르노카라바흐 지역(2020년대에 아르메니아 인구가 추방된 지역)의 나머지 지역과 주변 7개 지역을 통치하고 있다.
분쟁의 기원은 소련에서 자캅카스 소비에트 사회주의 공화국을 1936년 스탈린이 행정구역 분할하고 1988년카라바흐 아르메니아인들이 캅카스 남부 지역인 카라바흐를 소비에트 아제르바이잔에서 소비에트 아르메니아로 행정구역을 이전할 것을 요구할때 시작되었지만 그때 당시에는 소련의 행정구역 문제였기 때문에전쟁이 일어나지 않았지만 1991년 12월 26일 소련이 해체되면서 소련의 행정구역이 국경선이 되어서 영토 분쟁이 전면전으로 확대됐다. 제1차 나고르노카라바흐 전쟁은 수만 명의 사상자를 냈다. 전쟁에서 승리한 아르메니아는 소비에트 시대의 나고르노카라바흐 국경 너머 아제르바이잔 남서부의 일부를 점령했다. 아제르바이잔 민족은 아르메니아 통제 지역에서 추방되었고, 아르메니아 민족은 아제르바이잔에서 추방되었다. 1994년 비슈케크에서 서명된 첫 번째 전쟁을 종식시킨 휴전 이후 20년 간의 상대적 안정이 뒤따랐는데 2010년대에 상당히 악화되었다. 2016년 4월 4일간의 확대로 수백 명의 사상자가 발생했지만 최전선에는 약간의 변화만 있었다. 2020년 말, 대규모 제2차 나고르노카라바흐 전쟁으로 수천 명의 사상자가 발생했고 아제르바이잔은 상당한 승리를 거두었다. 11월 10일 3자 휴전 협정에 의해 잠정 휴전 협정이 체결되어 1차 전쟁 중 아제르바이잔에 의해 상실된 대부분의 영토가 아제르바이잔 통제권으로 반환되었다. 나고르노카라바흐와 아르메니아-아제르바이잔 국경에서의 사건은 간헐적이지만 지속적인 사상자와 함께 두 번째 전쟁 이후 계속되었다.

## 배경
러시아 제국이 해체된 후, 나고르노카라바흐의 아르메니아인들은 1918년에 카라바흐 국민회의로 알려진 인정받지 못하는 정치를 형성했다. 아제르바이잔-영국의 압력으로 인해 1919년 8월 카라바흐 국민회의는 남캅카스 공화국의 국경에 대한 파리 강화 회의의 결정이 있을 때까지 아제르바이잔의 권위를 잠정적으로 인정해야 했다. 나고르노카라바흐에 관한 평화 회의가 결정적이지 않았기 때문에 아제르바이잔 총독 호스로프 베이 술타노프는 1920년 초 카라바흐의 아르메니아인에게 아제르바이잔에 영구적으로 편입되는 것을 수락한다는 최후 통첩을 발표했다. 산악 아르메니아 공화국과 다슈나크 당과 관련된 지도자들은 아제르바이잔 통치에 대한 반란을 조직하려고 시도했지만 실패했고 슈샤의 아르메니아 인구의 학살과 이주로 이어졌다. 1921년까지 나고르노카라바흐는 소비에트 아제르바이잔 내에서 나고르노카라바흐 자치주(NKAO)의 형성을 결정한 소비에트 당국의 통제하에 있었다.
1964년 카라바흐의 아르메니아인들은 소련의 지도자인 니키타 흐루시초프에게 아제르바이잔의 이 지역 경제 관리에 대해 불평하는 편지를 보냈다. 그들은 또한 NKAO와 아르메니아 인구가 약 90%인 인접 지역을 아르메니아 SSR로 재편입하거나 러시아 소비에트 연방 사회주의 공화국(RSFSR)로 통합할 것을 요청했다. 갈등은 미하일 고르바초프의 개혁이 있을 때까지 표면 아래에서 계속 끓어오르고 있었다.
1991년 12월 26일 소련이 점차 해체되고 나고르노카라바흐 지역에서 아르메니아인과 아제르바이잔인 사이의 인종적 긴장이 폭발했다. 1979년 소련 인구 조사에 따르면 160,841명의 아제르인이 아르메니아에 살았고 352,410명의 아르메니아인이 나고르노카라바흐 외곽의 아제르바이잔에 살았다. 1989년 소련 인구 조사에 따르면 아르메니아의 아제르인은 84,860명, 아제르바이잔의 나고르노카라바흐 이외의 아르메니아인은 245,045명으로 감소했다. 드 발(De Waal)은 1980년대 중반에 나고르노카라바흐 외부의 아제르바이잔에 약 350,000명의 아르메니아인이 있었고 아르메니아에는 200,000명의 아제르바이잔인이 있었다고 기록한다.
정치학 및 국제 관계 교수인 스튜어트 카우프만과 토마스 드 발에 따르면, 분쟁의 첫 번째 폭력 사례는 1987년 10월 아제르바이잔 관리가 아르메니아인이 거주하는 차르다클리 마을(현재의 차다클르)을 새로운 집단 농장 책임자 임명에 항의했다는 이유로 급습하여 "처벌"했을 때 발생했다. 습격 중에 마을의 여성, 어린이, 노인이 구타당했다. 2003년 저서 블랙 가든에서 토마스 드 발은 "아마도 그러한 사건에 대한 반응으로" 아르메니아의 아제르바이잔인들(특히 카판 및 메그리 지구에서)이 1987년 11월에 집에서 쫓겨나 두 대의 화물차를 타고 바쿠에 도착했다고 추측했다. 그러나 다수의 아르메니아 학자와 탐사보도 기자들은 이러한 주장된 사건을 면밀히 조사했으며 아제르바이잔 관리들의 주장 외에 다음과 같이 주장했다. 적어도 1988년 2월 이전에 발생한 대량 폭력 사례를 확증할 수 있는 증거, 기록물 또는 기타 자료가 없다.

## 분쟁의 경과

### 제1차 나고르노카라바흐 전쟁(1988–1994년)

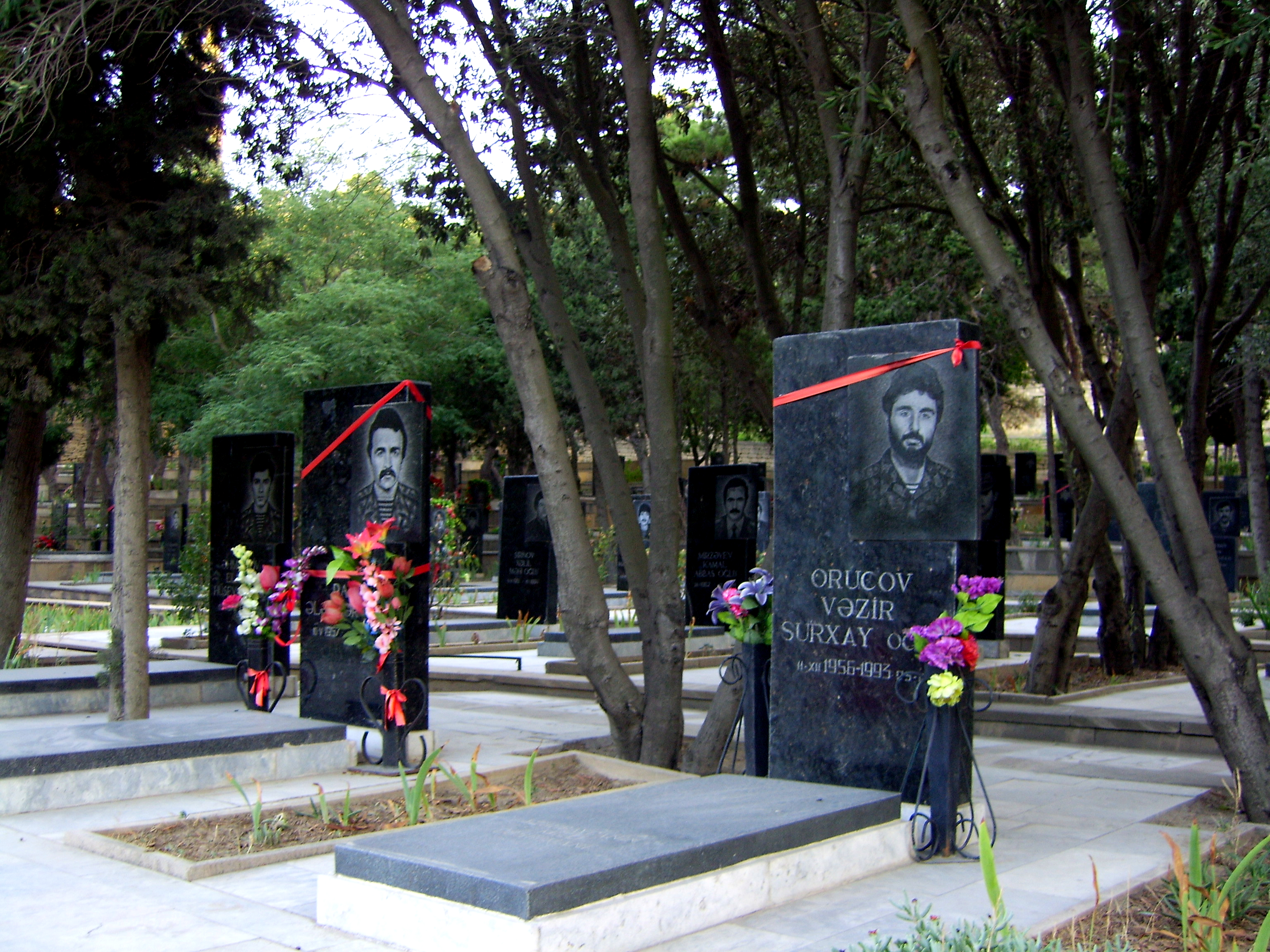
아제르바이잔 군인의 무덤

제1차 나고르노카라바흐 전쟁, 아르메니아와 나고르노카라바흐의 아르차흐 해방 전쟁으로도 알려져 있으며, 1980년대 후반부터 1994년 5월까지 아제르바이잔 남서부의 나고르노카라바흐 영토에서 아르메니아 공화국의 지원을 받는 나고르노카라바흐의 대다수 아르메니아인과 아제르바이잔 공화국 사이에 발생한 무력 충돌이다. 전쟁이 진행됨에 따라 구 소련 공화국인 아르메니아와 아제르바이잔은 아제르바이잔이 나고르노카라바흐에서 분리주의 운동을 억제하려고 시도함에 따라 카라바흐의 산악 고지에서 선포되지 않은 장기간의 전쟁에 얽혔다.
월경지의 의회는 아르메니아와의 통합에 찬성표를 던졌다. 나고르노카라바흐의 아제르바이잔 인구가 보이콧한 국민투표가 열렸으며 대부분의 유권자가 독립에 찬성했다. 1988년 새롭게 시작된 아르메니아와의 통일 요구는 비교적 평화롭게 시작되었다. 소련의 해체가 가까워짐에 따라 긴장은 점차 아르메니아 민족과 아제르바이잔 민족 사이의 점점 더 폭력적인 갈등으로 발전했다. 양측은 상대방이 자행한 인종 청소와 포그롬을 주장했다.

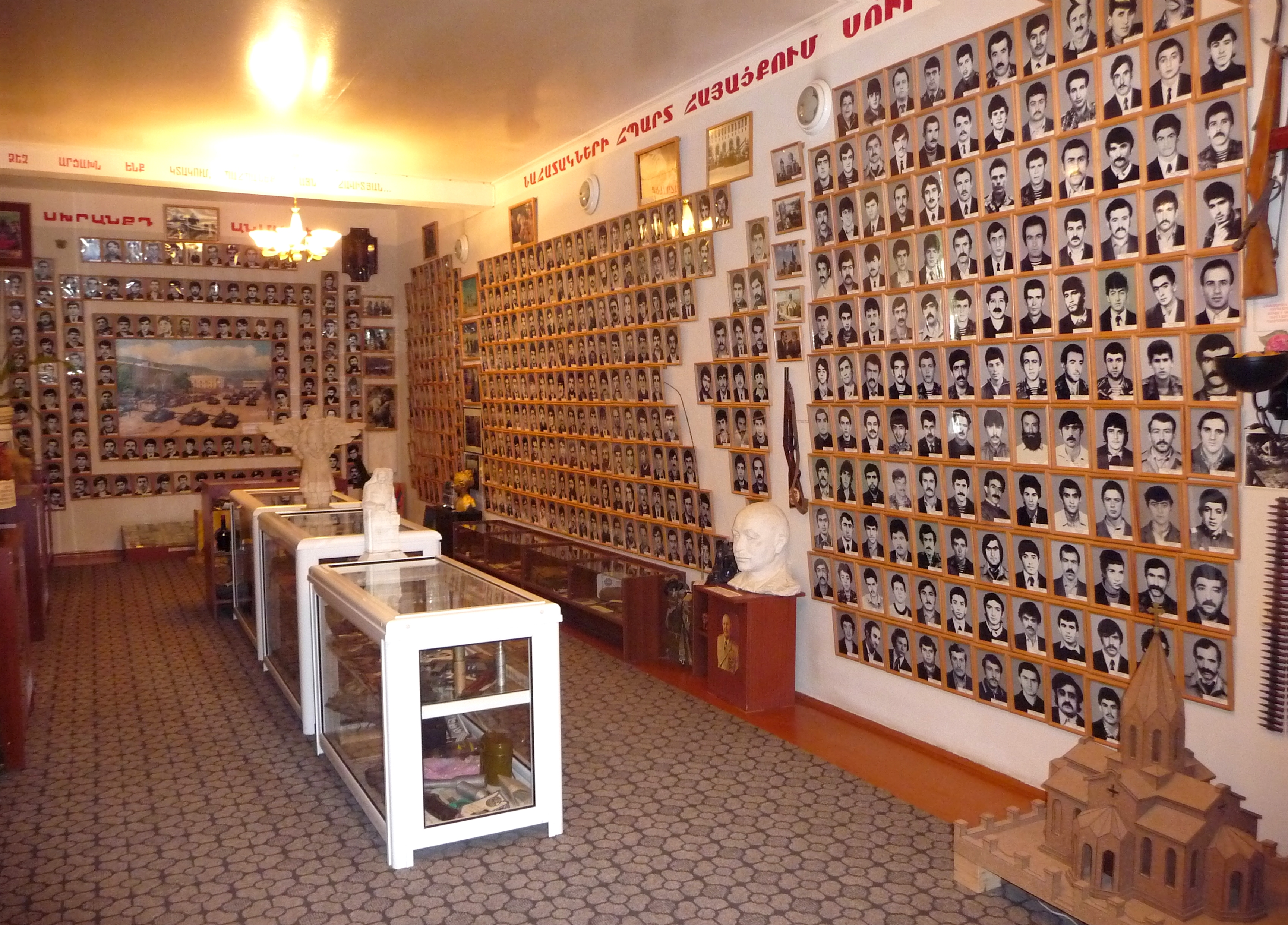
나고르노카라바흐 스테파나케르트에서 쓰러진 아르메니아 군인들의 사진

1988년 2월 20일 아제르바이잔의 나고르노카라바흐 자치주 의회가 이 지역을 아르메니아와 통합하기로 투표한 직후 두 민족 간의 충돌이 발생했다. 소비에트 연방이 해체된 상황은 소비에트 아제르바이잔에서 아르메니아 분리주의 운동을 촉진했다. 아제르바이잔으로부터의 탈퇴 선언은 땅에 대한 영토 분쟁의 최종 결과였다. 아제르바이잔이 소련으로부터 독립을 선언하고 영토 정부가 보유한 권한을 제거함에 따라 아르메니아인 대다수는 아제르바이잔에서 탈퇴하기로 결정했다. 그 과정에서 그들은 인정되지 않는 나고르노카라바흐 공화국을 선포했다.
본격적인 전투는 1992년 늦겨울에 일어났다. 유럽 안보 협력 기구(OSCE)를 비롯한 여러 그룹의 국제 중재를 통한 해결은 실패했다. 1993년 봄, 아르메니아군은 영토 외부의 영토를 점령하여 이 지역의 다른 국가들의 개입을 촉진하겠다고 위협했다. 1994년 전쟁이 끝날 무렵, 아르메니아인들은 대부분의 영토를 완전히 통제했으며 현재 영토 밖의 아제르바이잔 영토의 약 9%를 장악하고 통제하고 있다. 아제르바이잔에서 온 230,000명의 아르메니아인과 아르메니아와 카라바흐에서 온 800,000명의 아제르바이잔인이 분쟁의 결과로 이주했으며, 본질적으로 아르메니아와 카라바흐를 아제르바이잔에서, 아제르바이잔에서 아르메니아인을 몰아냈다. 1994년 5월 러시아가 중개한 휴전 협정이 체결되어 외교적 중재로 이어졌다.

### 국경 충돌(2008–2020년)

1994년 휴전 이후 지역 상황

2008년 마르다케르트 충돌은 2008년 아르메니아 선거 시위 이후 3월 4일에 시작되어 여러 명이 부상당하고 사망했으며 양측이 승리를 선언했다. 제1차 나고르노카라바흐 전쟁 이후, 1994년 휴전 이래  아르메니아인과 아제르바이잔인 간의 가장 치열한 전투였다. 사건 이후 3월 14일 유엔 총회는 아제르바이잔 점령지에서 모든 아르메니아 군대의 즉각적인 철수를 요구하는 결의안 62/243가 찬성 39표, 반대 7표로 채택되었다. 2010년 나고르노카라바흐 충돌은 2월 18일 아제르바이잔과 카라바흐 아르메니아 군대를 나누는 연락선에서 발생한 산발적인 총격전이었다. 그 결과 아제르바이잔 군인 3명이 사망하고 1명이 부상당했다. 2010년 마르다케르트 충돌은 2008년 폭력 사태 이후 아르메니아군에게 가장 치명적이었다. 2008년과 2010년 사이에 양측에서 74명의 군인이 사망했다.
2011년 4월 말 국경 충돌로 나고르노카라바흐 군인 3명이 사망했고 10월 5일에는 아제르바이잔 군인 2명과 아르메니아 군인 1명이 사망했다. 1년 내내 10명의 아르메니아 군인이 사망했다. 이듬해 4월 말부터 6월 초까지 아르메니아와 아제르바이잔 군대 간의 국경 충돌이 계속되었다. 이 충돌로 5명의 아제르바이잔인과 4명의 아르메니아 군인이 사망했다. 2012년 한 해 동안 아제르바이잔인 19명과 아르메니아인 14명이 사망했다. 또 다른 보고서는 아제르바이잔인 사망자 수가 20명이라고 밝혔다. 2013년 내내 12명의 아제르바이잔 군인과 7명의 아르메니아 군인이 국경 충돌로 사망했다.
2014년에는 여러 차례 국경 충돌이 발생했다. 8월까지 연초부터 27명의 아제르바이잔 군인이 사망했다. 2014년 11월 12일, 아제르바이잔 군대는 카라바흐의 아그담 지구 상공에서 나고르노카라바흐 방위군 밀 Mi-24 헬리콥터를 격추했다. 추락으로 인해 2014년은 1994년 휴전 협정 이후 아르메니아군에게 가장 치명적인 해가 되었으며 27명의 군인이 사망했다. 6명의 아르메니아 민간인도 2014년에 사망한 반면, 연말까지 사망한 아제르바이잔인의 수는 39명(군인 37명과 민간인 2명)으로 증가했다. 2015년에는 국경 충돌이 계속되면서 42명의 아르메니아 군인과 5명의 민간인이 사망했다. 또한 아르메니아 소식통에 따르면 최소 64명의 아제르바이잔 군인도 사망했다.
수년에 걸쳐 아제르바이잔은 현상 유지에 조급해졌다. 이와 관련하여 석유 및 가스 횡재에 힘 입어 국가는 군사력 증강에 착수했다. 2015년에만 바쿠는 아르메니아의 전체 국가 예산보다 많은 미화 30억 달러를 군사비로 지출했다.
2016년 초, 2020년 전쟁(2016년 나고르노카라바흐 분쟁)까지 가장 심각한 충돌이 일어났다. 2016년 4월 1일에서 5일 사이에 나고르노카라바흐 전선을 따라 치열한 전투가 벌어져 아르메니아군 88명과 아제르바이잔군 31~92명이 사망했다. 아르메니아인 1명과 아제르바이잔 군인 3명도 실종됐다. 또한 민간인 10명(아제르바이잔인 6명과 아르메니아인 4명)도 사망했다. 충돌 중에 아제르바이잔 군용 헬리콥터 1대와 무인 드론 13대가 격추되었고 아제르바이잔 탱크 1대가 파괴되었으며 나고르노카라바흐에서는 탱크 14대가 손실되었다.
2018년에도 계속 충돌이 발생했다. 2018년 3월 29일 나고르노카라바흐에서 지뢰 제거 작전으로 민간 자원 봉사자 3명이 사망했다. 2020년에는 특히 7월에 많은 충돌이 발생했다(2020년 7월 아르메니아-아제르바이잔 충돌).

### 제2차 나고르노카라바흐 전쟁(2020년)

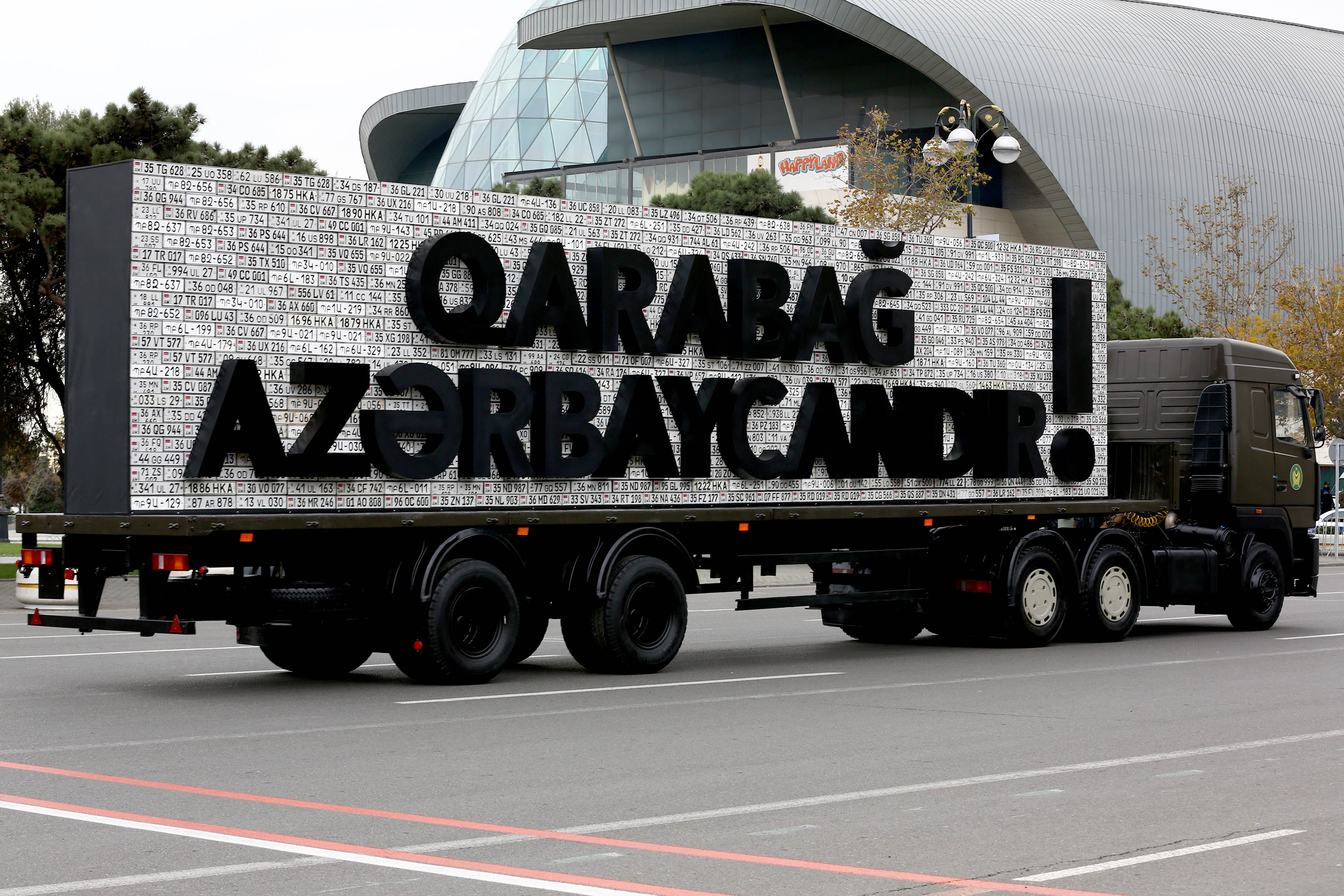
2020년 12월 10일 바쿠 승리 퍼레이드에서 "카라바흐는 아제르바이잔이다"라는 슬로건이 적힌 트럭. 이 퍼레이드는 2020년 분쟁에서 아제르바이잔의 승리를 기리기 위해 열렸다.

대규모 전투는 9월 27일 아침에 시작되었으며, 1차 전쟁의 여파로 확립된 접촉선을 따라 아제르바이잔의 공세가 시작되었다. 충돌은 특히 나고르노카라바흐 남부의 덜 산간 지역에서 격렬했다. 같은 날 아제르바이잔 의회는 계엄령을 선포하고 충돌 후 여러 도시와 지역에 통금 시간을 설정했다. 터키는 아제르바이잔에 군사적 지원을 제공했지만, 이 지원의 범위에 대해서는 논란이 있었다.
전쟁은 무인 항공기, 센서, 장거리포 및 미사일 공격의 배치, 국가 선전 및 온라인 정보전에서 공식 소셜 미디어 계정 사용으로 표시되었다. 특히 아제르바이잔의 광범위한 드론 사용은 분쟁의 결과를 결정하는 데 결정적인 역할을 했다. 수많은 국가와 유엔은 전투를 강력히 비난하고 양측에 긴장을 완화하고 의미 있는 협상을 재개할 것을 촉구했다. 러시아, 프랑스, 미국이 중개한 세 번의 휴전은 분쟁을 막지 못했다.
나고르노카라바흐에서 두 번째로 큰 도시인 슈샤를 점령한 후 2020년 11월 10일부터 이 지역의 모든 적대 행위를 종식시키는 휴전 협정이 체결되었다. 전쟁이 끝난 후, 확인되지 않은 수의 아르메니아 전쟁 포로가 아제르바이잔에 포로로 잡혀 있었고 학대와 혐의가 제기되어 국제 사법 재판소에 소송이 제기되었다.
사상자는 공식적으로 낮은 수천 명으로 높았다. 교전국이 발표한 공식 수치에 따르면 아르메니아와 아르자흐는 3,825명의 군인을 잃었고 187명의 군인이 실종되었으며 아제르바이잔은 2,906명의 군인이 사망하고 6명이 실종되었다고 주장했다. 시리아인권관측소는 아제르바이잔을 위해 싸우는 541명의 시리아 전사 또는 용병이 사망했다고 보고했다. 그러나 양측은 자신의 사상자 수를 경시하고 적의 사상자와 부상자 수를 과장했다는 점에 주목했다.
양측에서 보고된 총 민간인 사망자 수는 최소 185명이다. 21명의 아르메니아 민간인의 소재는 아직 알려지지 않았다. 주요 도시를 포함한 민간 지역, 특히 아르차흐 공화국의 스테파나케르트, 마르투니, 마르타케르트, 슈시, 아제르바이잔의 간자, 바르다 및  타타르가 타격을 받아 많은 건물과 주택이 파괴되었다.

### 국경 위기(2021년-현재)
계속되는 국경 위기는 2021년 5월 12일 아제르바이잔 군인들이 슈니크주와 게가르쿠니크주 지방에서 아르메니아로 몇 킬로미터를 건너 50~215 제곱킬로미터를 차지하면서 시작되었다. 아제르바이잔은 유럽 의회, 미국, 프랑스(OSCE 민스크 그룹의 3명 공동 의장 중 2명)의 요청에도 불구하고 국제적으로 인정된 아르메니아 영토에서 군대를 철수하지 않았다.
제2차 나고르노카라바흐 전쟁이 끝난 후 아제르바이잔은 아르메니아 영토를 수없이 침략했다. 정기적으로 휴전 협정을 위반하여 아르메니아와 국경을 넘는 싸움을 촉발했다. 아제르바이잔의 군사 침략에 대한 국경을 강화하기 위해 아르메니아는 러시아 연방 보안국의 국경 경비대에 추가 방어 구역을 할당했다.
위기는 2021년 7월 아르메니아-나흐츠반 국경에서, 2021년 11월 게가르쿠니크-캘배재르구 지역에서 충돌이 발생하면서 확대되었다. 2021년 8월, 아제르바이잔군은 이란과의 모든 국제 교통을 방해하고 아르메니아가 대체 도로를 개발하도록 강요한 주요 남북 고속도로를 폐쇄하여 남부 아르메니아(슈니크)를 봉쇄했다.
이 임무는 아제르바이잔과 러시아에 의해 비난을 받았지만 EU는 국경을 따라 안정을 유지하고 아제르바이잔의 공세를 저지하기 위해 CSDP 민간 감시 임무를 아르메니아에 파견했다. 아제르바이잔 대통령 일함 알리예프는 아르메니아인들이 "29,000 제곱킬로미터의 지역에서 편안하게 살기"를 원한다면 "아르메니아는 우리의 조건을 받아들여야 한다" 그리고 "여기에서 아르메니아 마을이 보인다는 것을 잊지 말아야합니다."는 성명을 발표하는 등 아르메니아에 수많은 위협을 가했다.
2022년 9월 아제르바이잔이 아르메니아 공화국에 대한 두 국가 간의 분쟁 역사상 가장 큰 공격을 시작했을 때 가장 큰 확대가 발생했다. 아제르바이잔의 공세 이후 아르메니아와 아제르바이잔의 국경은 군사화되어 국경 지역 주민들의 생계를 방해했다. 주민들은 표적이 되었고 더 이상 농지, 학교, 수자원, 친척 또는 종교 장소에 접근할 수 없다. 그들의 안전을 두려워하여 많은 아르메니아 마을 사람들이 영구적으로 이주했다.
아르메니아는 2021년 5월과 2022년 9월 아제르바이잔의 군사적 침공으로 인해 집단안보조약기구와 러시아가 독립적으로 개입할 것을 요청했지만 실패했다. CSTO와 러시아는 두 번 모두 지원을 거부했다.

### 아르차흐 공화국의 봉쇄(2022년-현재)
2022년 12월 12일, "환경 시위"를 가장한 아제르바이잔은 현재 진행 중인 아르자흐 공화국에 대한 불법 봉쇄를 시작했다. 아제르바이잔 정부는 아르차흐와 아르메니아 및 외부 세계를 연결하는 유일한 도로인 라친 회랑을 차단하기 위해 "환경 운동가"라고 주장하는 시민들을 보냈다. 공무원, 변장군, 친정부 NGO 회원, 청년단체 등이 이른바 '환경운동가'였다. 관영 또는 친정부 언론의 아제르바이잔 언론인만이 검문소를 통과하여 이 지역으로 들어갈 수 있다.
2023년 3월 26일부터 아제르바이잔 정부는 봉쇄를 강화했다. 아르자흐와 아르메니아 내에서 라친 회랑 주변의 전략적 근거지를 점령하고, 구호를 제공한 우회 비포장 도로를 차단하는 군사 전초 기지를 설치하고, 라친 회랑의 오래된 구간을 차단하고, 새 섹션에 체크포인트를 설치한다. 아제르바이잔은 2020년 휴전 조건을 준수하고 초기 영토 위치로 돌아가라는 러시아 평화유지군의 요청을 무시했다. 아제르바이잔은 또한 국제사법재판소, 유럽인권재판소 및 기타 인권단체의 라친 회랑을 통한 이동의 자유를 회복하라는 요청을 무시했다.
봉쇄는 계속해서 주민들에게 심각한 결과를 초래하고 있다. 식량, 연료, 의약품의 수입이 차단되고 이 지역의 120,000명의 주민이 갇혀 인도주의적 위기를 초래한다. 대규모 실업과 학교 폐쇄와 함께 식량, 의약품 및 전기 부족이 만연해 있으며 비상 비축량도 배급되고 있다.
봉쇄 기간 동안 아제르바이잔은 가스, 전기 및 인터넷을 포함하여 아르차흐를 공급하는 다양한 중요한 민간 기반 시설을 의도적으로 손상시키거나 끊었다. 이 지역은 2023년 3월 22일부터 가스 공급이 중단되었으며, 아제르바이잔이 손상된 공급 라인의 수리를 막았기 때문에 아르차흐 당국은 제한된 지역 전기 생산을 배급하기 위해 매일 6시간 정전에 의지했다.
알리예프 아제르바이잔 대통령은 "카라바흐에 살고 있는 아르메니아인들은 아제르바이잔 시민권을 받아들이거나 다른 살 곳을 찾아야 한다"고 말했고 아르차흐 정부가 해산하지 않으면 군사 행동을 취하겠다고 위협했다. 지역 아르메니아 주민들은 봉쇄가 그들을 고국에서 추방하는 것을 목표로 하고 있다고 두려워하고 있으며 대량 학살 연구를 전문으로 하는 다양한 인권 단체와 학자들은 대량 학살 위험 요소를 경고했다.

## 사망자

### 1988–1994년
1988년부터 1994년 사이에 약 28,000~38,000명이 사망했다.
아르메니아 군인 사망자는 5,856명부터 6,000명 사이인 것으로 보고되었으며, 1,264명의 아르메니아 민간인도 사망했다. 또 다른 196명의 아르메니아 군인과 400명의 민간인이 실종되었다. 아르차흐 전쟁 실종 군인의 친척 연합에 따르면 2014 년 현재 239 명의 카라바흐 군인이 공식적으로 설명되지 않은 상태로 남아 있다.
아제르바이잔은 11,557명의 군인이 사망했다고 밝혔고, 아제르바이잔 측에서 죽은 전투원의 서방과 러시아 추정치는 25,000-30,000명이었다. 아제르바이잔 군인 4,210명과 민간인 749명도 실종됐다. 분쟁에서 사망한 아제르바이잔 민간인의 총 수는 알려지지 않았지만 1992년 하루에 167-763명이 나고르노카라바흐 공화국 군대에 의해 사망했다.

### 1994–2019년
정확한 사상자 수치는 없지만, 대부분의 관측통에 따르면 1994년에서 2009년 사이에 대부분 군인인 3,000명이 사망했다. 2008년에는 전투가 더욱 격렬해지고 빈번해졌다. 2014년에는 72명이 사망하여 전쟁이 끝난 이후 가장 유혈이 낭자한 해가 되었다. 2년 후인 2016년 4월 1일에서 5일 사이에 나고르노카라바흐 전선에서 치열한 전투가 벌어져 아르메니아인 91명(비전투 군인 11명)과 아제르바이잔 군인 94명이 사망하고 2명이 실종되었다. 또한 민간인 15명(아르메니아인 9명, 아제르바이잔인 6명)이 사망했다.
아제르바이잔은 2020년 분쟁이 시작되기 직전인 1994년부터 2020년 9월까지 군인 398명과 민간인 31명이 사망했다고 밝혔다. 이에 비해 카스피해 방위 연구소 NGO는 1994년에서 2016년 사이에 1,008명의 아제르바이잔 군인과 90명 이상의 민간인이 사망했다고 보고했다.
| 연도   | 아르메니아                 | 아제르바이잔              | 합계                        |
| ------ | -------------------------- | ------------------------- | --------------------------- |
| 2008년 | N/A                        | N/A                       | 군인 30명                   |
| 2009년 | N/A                        | N/A                       | 군인 19명                   |
| 2010년 | 군인 7명                   | 군인 18명                 | 군인 25명                   |
| 2011년 | 군인 10명                  | 군인 4명 이상, 민간인 1명 | 군인 14명 이상, 민간인 1명  |
| 2012년 | 군인 14명                  | 군인 20명                 | 군인 34명                   |
| 2013년 | 군인 7명                   | 군인 12명                 | 군인 19명                   |
| 2014년 | 군인 27명, 민간인 6명      | 군인 37명, 민간인 2명     | 군인 64명, 민간인 8명       |
| 2015년 | 군인 42명, 민간인 5명      | 군인 64명                 | 군인 77명, 민간인 5명       |
| 2016년 | 군인 108–112명, 민간인 9명 | 군인 109명, 민간인 6명    | 군인 217–221명, 민간인 15명 |
| 2017년 | 군인 22명                  | 군인 19명                 | 군인 41명                   |
| 2018년 | 군인 5–7명                 | 군인 6명                  | 군인 11–13명                |
| 2019년 | 군인 4명                   | 군인 6명 이상             | 군인 10명 이상              |

### 2020년
2020년 2개월간의 전투에서 주로 군인인 수천 명이 사망했지만 거의 200명의 민간인도 사망했다.
2020년 1월에서 9월 사이에 산발적인 충돌로 아제르바이잔인 16명과 아르메니아 군인 8명 , 아제르바이잔 민간인 1명이 사망했다. 2020년 9월 27일, 11월 10일까지 지속된 새로운 대규모 전쟁이 발발했다. 아제르바이잔에 따르면 이 전투로 2,906명의 아제르바이잔 군인과 100명의 민간인이 사망했고 6명의 군인이 아직 실종 상태이다. 아르메니아 당국은 전투로 3,825명의 아르메니아 군인과 85명의 민간인이 사망했으며 군인 187명과 민간인 21명이 여전히 실종 상태라고 밝혔다. 또한 시리아인권관측소는 아제르바이잔을 위해 싸운 541명의 시리아 용병의 죽음을 기록했다. 두 명의 러시아 군인도 국경 근처의 아르메니아 영공을 비행하던 중 사고로 아제르바이잔에 의해 헬리콥터가 격추되어 사망했다. 또한 13세 러시아 시민이 간자 시에 대한 아르메니아 미사일 공격으로 사망했다.
전쟁이 끝난 후 연말까지 이 지역에서 충돌과 지뢰 폭발로 11명의 아제르바이잔 군인, 6명의 아제르바이잔 민간인, 1명의 러시아 평화유지군이 사망했다.

### 2021년-현재
2021년 지뢰 폭발로 아제르바이잔 민간인 12명과 군인 2명이 사망했다. 17명의 아르메니아인과 10명의 아제르바이잔 군인도 국경 지역에서의 총격전에서 사망했으며  38명의 아르메니아 군인이 체포되었다. 체포된 아르메니아 군인 28명은 이후 석방되었다.
2022년 3월 25일 나고르노카라바흐에서 아제르바이잔 드론의 공격으로 아르메니아 군인 3명이 사망하고 14명이 부상당했다.

## 외부 개입

### 각국

#### 러시아

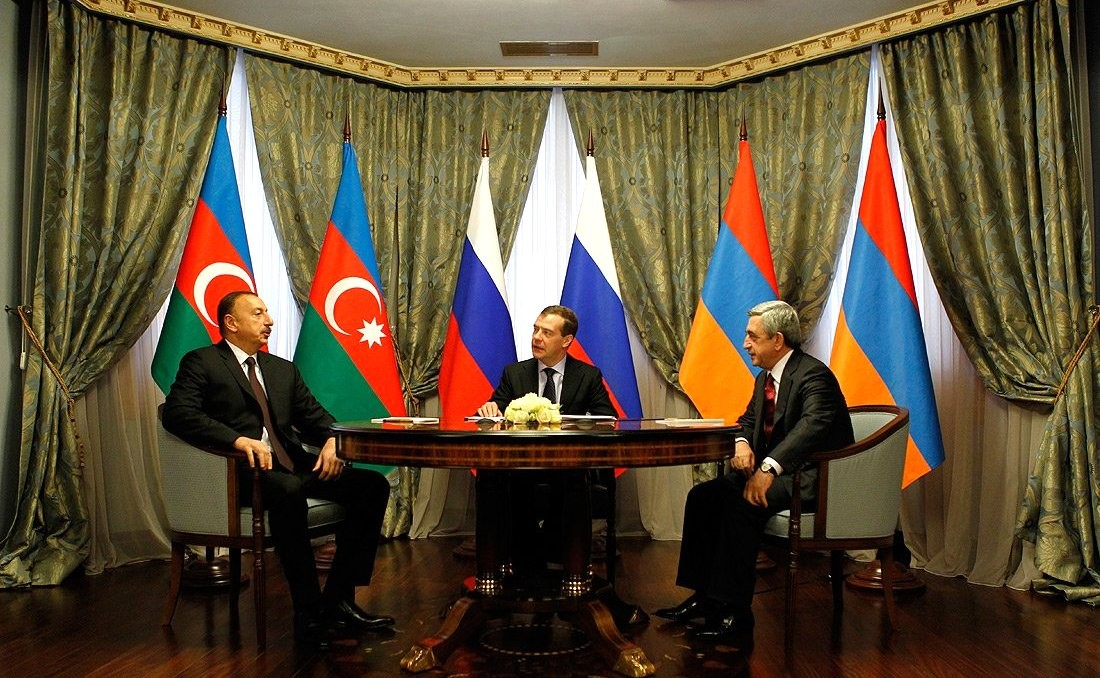
2012년 1월 23일 아제르바이잔 대통령 일함 알리예프, 러시아 대통령 드미트리 메드베데프, 아르메니아 대통령 세르지 사르키샨.

러시아는 공식적으로 중립적이며 중재자 역할을 하려고 한다. 공식 성명에서 러시아는 분쟁 중 평화로운 해결과 자제를 요구한다. 영국 언론인 토마스 드 발은 러시아가 "일관되게 아르메니아 측을 지원했다"는 아제르바이잔 내러티브가 있다고 주장했다. 드 발에 따르면 러시아는 "아르메니아 측을 더 많이 지원"했지만 "이 분쟁에서 양측을 지원하는 다양한 러시아 배우"가 있었다. 그는 보리스 옐친 대통령이 "아르메니아 측이 패배하는 것을 보고 싶지 않았지만 그들에게 너무 많은 무기를 공급하고 싶지도 않았다"고 주장한다. 드 발은 2012년에 "러시아가 양쪽 모두를 플레이하고 있다"고 결론지었지만 "궁극적으로는 아르메니아 쪽이 더 많다"고 결론지었다. 다른 평론가들은 러시아가 분쟁에서 양측 모두 역할을 한다고 주장했다. 스반테 코넬은 2018년에 러시아가 "아르메니아-아제르바이잔 분쟁에서 양쪽 모두에 대한 최대 통제권을 얻기 위해 양측 모두 역할을 했으며, 이 정책은 오늘날까지 계속되고 있다"고 주장했다.
전쟁 중에 "러시아는 아르메니아의 입장을 지지하는 것으로 널리 간주되었다. 이러한 인식의 대부분은 러시아가 아르메니아에 군사 지원을 이전했다는 사실에서 비롯되었다." 라즈믹 파노시안에 따르면 러시아군은 "무기, 연료 및 병참 지원"을 통해 아르메니아 측을 간접적으로 지원했다. 러시아는 약 10억 달러 상당의 무기를 공급했으며 따라서 "아르메니아의 승리에 중요한 기여를 했다." 드 발에 따르면 "아르메니아 인에 대한 러시아의 더 큰 지원"은 아르메니아 승리의 주요 요인 중 하나였다. 드 발은 "그러나 아르메니아인에 대한 이러한 지원이 어떻게 전장으로 옮겨졌는지는 완전히 명확하지 않다. 문제를 더욱 복잡하게 만들기 위해 러시아인도 아제르바이잔에 약간의 지원을 제공했다."라고 말한다.
전후 기간에 러시아는 아르메니아의 주요 무기 공급국이며 두 나라는 군사 동맹국이다. 러시아는 때때로 분쟁에서 아르메니아의 지지자로 묘사되지만 러시아가 아제르바이잔에 광범위하게 무기를 판매하기 때문에 이러한 견해는 널리 도전받고 있다. 또한 2022년 2월, 알리예프와 푸틴은 양국 간의 군사적 유대를 강화하고 "양국 국경의 영토 보전과 불가침성에 대한 상호 존중"을 확인하는 "동맹 상호 작용 선언"에 서명했으며 아제르바이잔과 러시아는 "제3국을 통해 수행되는 행위를 포함하여 서로에 대해 수행되는 모든 행동을 자제"할 의무가 있다. 이 협정에는 또한 군사 장비의 인력 훈련 및 생산, 유지 보수, 수리 및 현대화를 포함하여 러시아와 아제르바이잔 간의 합동 군사 작전 및 지원에 대한 조항이 포함되어 있다. 동시에 아르메니아는 할인된 가격으로 러시아 무기를 구입하고 아제르바이잔은 정가를 지불한다.

#### 튀르키예

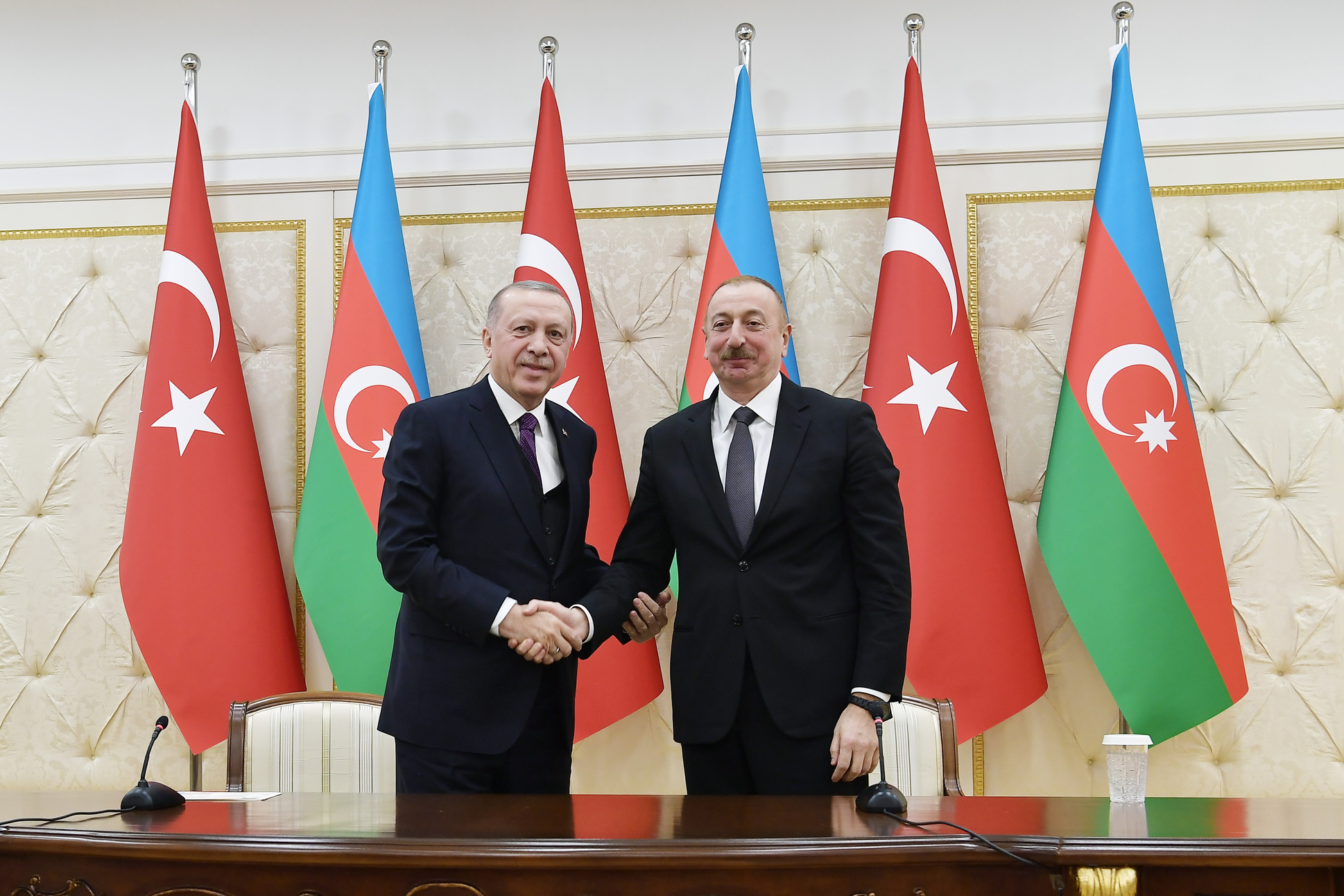
일함 알리예프와 레제프 타이이프 에르도안 터키 대통령, 2020년 2월 25일

터키는 분쟁에서 아제르바이잔의 주요 지원자로 널리 간주된다. 스반테 코넬은 1998년에 터키가 "아제르바이잔에 대한 지원을 지속적으로 표명한 유일한 국가"라고 썼다. 그것은 전쟁 중에 아제르바이잔에 "적극적인 군사 지원"을 제공했다. 터키는 또한 아제르바이잔을 외교적으로 지원한다. 터키와 아제르바이잔 군대는 광범위하게 협력하고 정기적으로 군사 훈련을 실시한다. 아제르바이잔도 터키로부터 무기를 구입했다.
터키는 아르메니아군이 칼바자르를 점령한 후 1993년 4월 아르메니아와의 국경을 폐쇄했다. 그 전에 국경은 "요구에 따라 그리고 인도주의적 지원(주로 밀 배달)을 아르메니아로 이전하고 소비에트 연방 시대부터 터키-아르메니아 국경을 건너온 주간 카르스규므리 열차의 운행을 위해서만" 개방되었다. 터키는 카라바흐를 놓고 아제르바이잔과 연대하여 아르메니아와의 외교 관계 정상화 및 수립을 반복적으로 거부했다.

#### 이란
이란은 공식적으로 중립적이며 특히 1992년에 중재자 역할을 하려고 노력했다. 공식 성명에서 이란은 교전 중 평화적 해결과 자제를 촉구한다. 동시에 이란 관리들은 아제르바이잔의 영토 통합에 대한 지지를 반복해서 재확인했다. 압바스 아라치 외무부 차관은 2020년에 "이란은 아제르바이잔 공화국의 영토 보전을 존중하면서 아제르바이잔 공화국과 아르메니아라는 두 이웃 국가 간의 갈등을 촉발시키는 어떠한 움직임에도 근본적으로 반대한다"라고 말했다.
스반테 코넬에 따르면 전쟁 동안 "이란은 정책을 고안하는 데 있어 국내적으로 갈등을 겪었지만" 사실상 "공식적인 중립성과 아르메니아에 대한 지원 증가를 결합한 정책을 추구했다." 코넬은 이란이 "아르메니아에 편향된 분쟁에서 정책을 추구했다"고 주장한다. 그러나 아르메니아 측에 대한 이란의 암묵적 지원은 경제 협력에 국한되었다. 테르히 하칼라는 1998년에 "터키에 대한 지정학적 균형추로서 이란은 특히 터키 봉쇄의 영향을 완화함으로써 아르메니아를 강력하게 지원했다"라고 언급했다. 코넬은 전쟁 중에 이란이 아르메니아의 "전기와 상품의 주요 공급업체 역할을 했으며 아르메니아의 카라바흐 정복이 완료되자 이란 트럭이 분리주의 영토의 필요 대부분을 공급하기 시작했다"고 지적한다. 바루즈 발라예프에 따르면, "이란은 아제르바이잔의 영토 보전을 지원하고 [아제르바이잔] 난민들에게 약간의 인도적 지원을 제공했지만 그 동안 아르메니아 및 아르메니아 카라바흐 당국과도 폭넓게 협력하고 있다." 브렌다 셰퍼는 "이란이 아르메니아와 협력하고 카라바흐를 둘러싼 아제르바이잔과의 분쟁에서 암묵적인 지원을 통해 예레반의 실제 권력과 인식된 권력을 강화했으며 결과적으로 분쟁 해결에 대한 긴박감을 줄였을 수 있다."라고 썼다.
2013년 전쟁 중 이슬람 혁명 수비대(IRGC) 사령관이었던 모흐센 레자이는 "아제르바이잔 공화국 군대가 적절한 장비를 갖추고 필요한 훈련을 받도록 개인적으로 [...] 명령을 내렸다"고 주장했다. 레자이는 "많은 이란인들이 카라바흐 전쟁에서 사망했다. [이란]으로 이송된 부상자 외에도 카라바흐 전쟁의 많은 이란 순교자들이 바쿠에 묻혀 있다." 2011년 이란의 저명한 성직자인 하산 아멜리는 이란이 아제르바이잔에 무기를 제공하고 아프간 무자헤딘이 아제르바이잔으로 이주하는 것을 도왔다고 주장했다. 아르메니아 주재 이란 대사관은 신뢰할 수 없는 정보가 우호적인 아르메니아-이란 관계에 영향을 미치는 것을 원하지 않는다고 밝혔다. "우리는 우리의 우호 관계에 방해가 되는 세력이 있을 가능성을 배제하지 않는다." 2020년 10월, 수도 테헤란과 타브리즈를 포함한 이란 도시에서 아제르바이잔을 지지하는 여러 시위가 발생했으며, 많은 이란 아제르바이잔인들이 친아제르바이잔 구호를 외치고 이란이 노르두즈 국경을 통한 아르메니아에 대한 무기 지원에 항의했다.

#### 미국

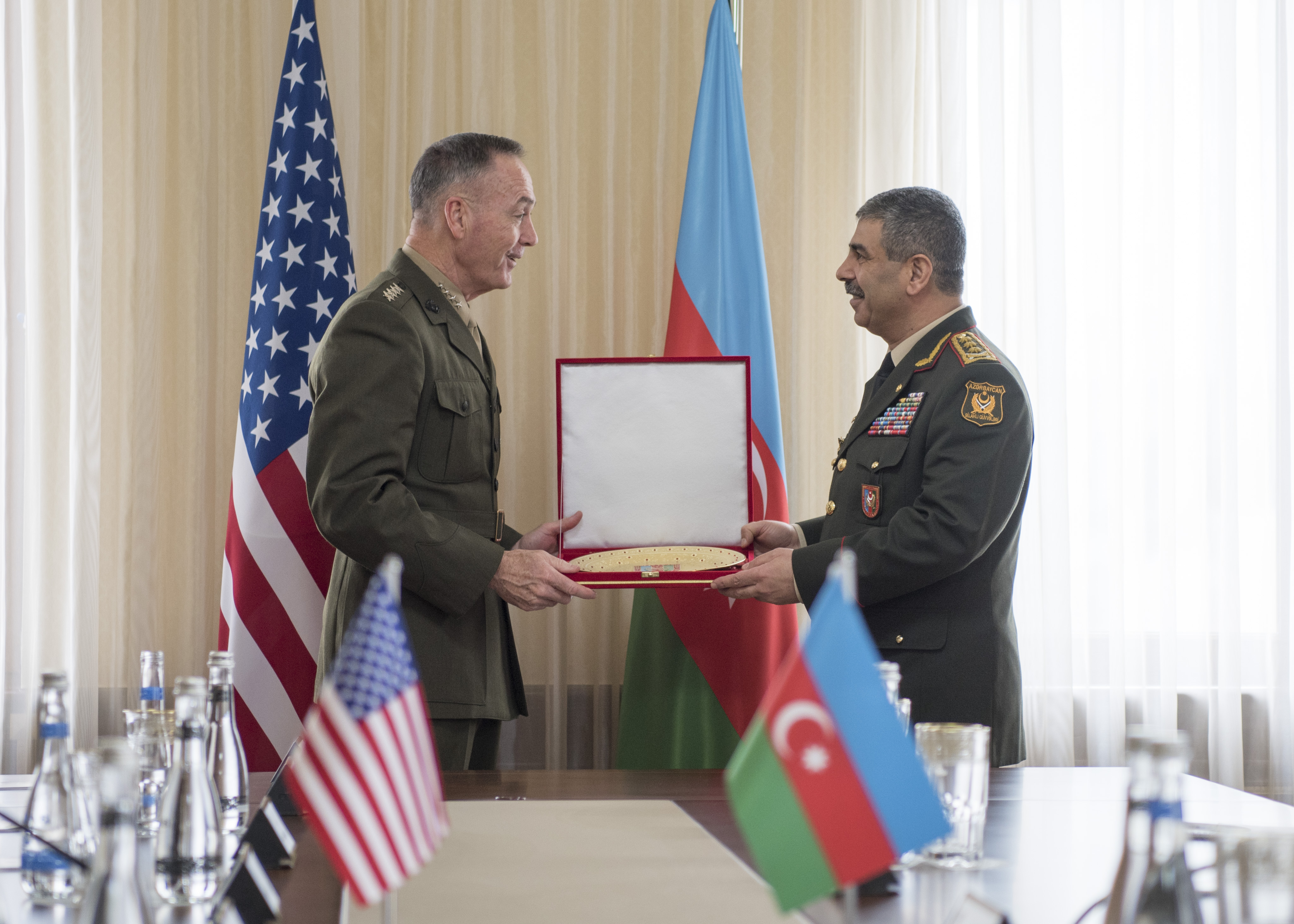
2017년 2월 16일 자키르 하사노프 아제르바이잔 국방장관과 조셉 던포드 합참의장

토마스 암브로시오는 2000년에 미국이 "아제르바이잔의 영토 보전을 지원했지만 아르메니아의 독립 정책을 효과적으로 지원하는 정책을 제정했다"고 제안했다. 세르고 미코얀은 1998년 분쟁에 대한 미국의 대응이 "입법부와 행정부에 의해 서로 다른 방향으로 끌려가며 일관성이 없었다"고 주장했다. 의회는 아르메니아 로비의 영향을 받았고, 행정부(백악관과 국무부)는 "터키의 영향력과 석유 회사의 이익을 반영하는" 친아제르바이잔 정책을 추구했다. 리차드 C. 롱워스와 아르감 데르하르투니안은 비슷한 견해를 표명했다.
의회의 친아르메니아적 입장은 1992년 아제르바이잔에 대한 지원을 금지하는 자유 지원법 907조를 통과시키는 것으로 표현되었다. 그것은 2001년 상원에 의해 사실상 수정되었고 2002년부터 조지 W. 부시 대통령에 의해 면제되었다. 미국은 양국에 군사원조를 제공한다. 2005년에서 2016년 사이에 아제르바이잔은 대마약 지원으로 850만 달러, 대테러 지원으로 1,150만 달러를 받았다. 같은 기간에 아르메니아는 대마약 지원으로 41,000달러만 받았으며 대테러 지원은 받지 못했다. 유라시아넷에 따르면 "아제르바이잔을 위한 자금의 대부분은 아르메니아에 사용될 수 있는 위험을 줄이기 위해 해군을 목표로 삼았다." 트럼프 행정부는 아제르바이잔에 대한 미국의 군사 원조를 2016-17 회계 연도의 연간 300만 달러 미만에 비해 2018-19 회계 연도에 약 1억 달러로 크게 늘렸다. 에밀 사나미안에 따르면 미국의 원조는 주로 "이란에 대한 압력을 높이고 아제르바이잔의이란 국경에 초점을 맞추는 미국 정책의 맥락에서 제공되지만 아르메니아에도 영향을 미친다." 2018 회계연도에 아르메니아는 미국의 안보 지원으로 420만 달러를 받았다.
미국은 또한 지뢰 제거를 포함하여 아르차흐(1998년에서 2010년 사이에 약 3600만 달러)에 인도적 지원을 제공했다. 인도적 지원은 "점령지의 불법 정권을 합법화하고 중립적 중재자로서의 미국의 명성을 손상시킨다"는 이유로 아제르바이잔으로부터 비판을 받았다.

### 무기 공급자
1992년 유럽 안보 협력 기구(OSCE)는 "참가국들에게 나고르노카라바흐 지역에서 전투 중인 군대에 대한 무기 공급을 금지할 것을 요청"했다. 그러나 이는 "자발적 다자간 무기 금수 조치이며, 다수의 OSCE 참여국이 1992년 이후 아르메니아와 아제르바이잔에 무기를 공급했다." 1993년 7월에 통과된 유엔 안전 보장 이사회 결의안 85는 각 국가에 "분쟁을 심화시키거나 영토를 계속 점령할 수 있는 무기와 군수품의 공급을 자제"할 것을 촉구했다. SIPRI에 따르면, "2002년 이후 UN 안전보장이사회는 더 이상 '적극적으로 문제를 압류'하고 있다는 목록을 작성하지 않았다. 이와 같이 2002년 이후 비강제적 UN 금수 조치가 더 이상 활성화되지 않은 것으로 간주된다."

#### 아르메니아
러시아는 오랫동안 아르메니아의 주요 무기 공급국이었다. 소규모 공급업체로는 중국, 인도, 우크라이나, 그리스, 세르비아, 요르단(아르메니아 국방부 출처에 따라[377][378] 요르단에 의해 거부됨). 요르단의 부인). 1992년 3월, 아제르바이잔 의회 의장인 야굽 맘마도프는 시리아와 레바논이 아르메니아에 무기를 공급했다고 비난했다.

#### 아제르바이잔
SIPRI에 따르면 러시아는 아제르바이잔 무기의 55%를 2007-11년에 공급했으며 2010-14년에는 85%, 2015-19년에는 31%를 공급했다. 이스라엘은 주요 공급국이 되었으며 2015-19년 아제르바이잔 무기 수입의 60%를 차지했다. 아제르바이잔의 다른 공급자로는 터키, 벨라루스, 캐나다(터키 경유), 우크라이나, 세르비아, 및 체코 공화국이 있다(체코 당국에 의해 부인됨).

### 외국 용병
1992-94년의 치열한 전투 기간 동안 여러 외국 그룹이 양측에서 싸웠다. 휴먼 라이츠 워치(HRW)에 따르면 양측은 전쟁 중 용병을 사용했는데, 즉 "러시아와 우크라이나, 벨라루스 용병 또는 소련/러시아 군대의 불량 집단 부대가 양측에서 싸웠다."

#### 아제르바이잔
아제르바이잔은 조종사 용병을 광범위하게 활용했다. HRW에 따르면, "대부분의 관찰자들은 용병들이 아제르바이잔 공군의 대부분을 조종한다고 믿고 있다."
체첸 무장세력, 아프간 무자헤딘, 터키 민족주의자인 회색 늑대, 우크라이나 민족주의자이자 신파시스트인 UNA-UNSO 등 여러 외국 단체가 아제르바이잔 편에서 싸웠다. 카라바흐의 체첸 전사들은 나중에 이케리아 (체첸)의 총리가 된 샤밀 바사예프와 살만 라두예프가 이끌었다. 바사예프는 1992년 슈샤 전투에 참전한 것으로 유명하다. 사우디 태생의 이븐 알-카타브도 그들과 합류했을 수 있다. 아프간 무자헤딘은 대부분 굴부딘 헤크마티아르 아프간 총리가 이끄는 헤즈베 이슬람와 제휴했다. HRW에 따르면, 그들은 "분명히 종교적 또는 이데올로기적인 이유에 의해 동기가 부여되지 않았으며" 그렇기 때문에 용병이었다. 보도에 따르면 준군사 경찰서장인 로브샨 자바도프가 처리한 아프간 무자헤딘의 모집은 아제르바이잔 당국에 의해 거부되었다. 그들은 1993년 가을에 아제르바이잔에 처음 도착했고 그 수는 1,500에서 2,500 또는 1,000에서 3,000 사이였다. 아르메니아는 사우디 아라비아가 비용을 지불했다고 주장했다. 아프간 무자헤딘은 전쟁 중 가장 많은 외국 전사의 유입을 구성했다. 약 200마리의 회색 늑대가 1994년 9월 현재 분쟁 지역에 남아 있었고 아제르바이잔 부대 훈련에 참여했다.

#### 아르차흐와 아르메니아
약 85명의 러시아 쿠반 코사크와 약 30명의 오세트인 지원병이 아르메니아 편에서 싸웠다. 2011년 5월, 전쟁에서 사망한 14명의 쿠반 코사크인을 기리기 위해 반크 마을에서 하츠카르가 열렸다. 오세트인 자원 봉사자는 남오세티야(조지아)와 북오세티아(러시아)에서 온 것으로 알려졌다. 12명 이상의 디아스포라 아르메니아 자원봉사자들이 싸웠고 4명의 디아스포라 투사들이 전쟁에서 사망했다. 데이비드 리프에 따르면 아르메니아 혁명 연맹(Dashnak)의 회원은 "디아스포라에서 온 상당한 수의 자원 봉사자를 포함하여 많은 싸움과 죽음을 겪었다." 아르메니아 해방을 위한 아르메니아 비밀군(ASALA)의 전 구성원도 전쟁에 참여했다.

### 외교적 지원

#### 아르차흐와 아르메니아
아르차흐(나고르노카라바흐 공화국)는 특히 2016년 충돌 동안 부분적으로 승인된 세 국가(압하지야, 남오세티야 및 트란스니스트리아)로부터 외교적 인정과 외교적 지원을 받았다.
전쟁 중에 그리스는 친 아르메니아 입장을 채택하고 국제 포럼에서 이를 지지했다. 2016년 4월과 2020년 7월 충돌 동안 키프로스는 아제르바이잔이 휴전을 위반했다고 비난했다.
아르메니아 대통령 레본 테르-페트로시안은 1993년 그리스 대사에게 당시 프랑스와 러시아가 아르메니아의 유일한 동맹국이라고 말했다고 한다. 2020년 공개된 미 국무부 케이블에 따르면, UN 주재 프랑스 대사 장 베르나르 메리메는 UNSC 결의안 822호의 표현을 칼바자르를 점령한 "아르메니아 군대"가 아니라 "지역 아르메니아 군대"라고 명시하는 데 성공했다. 그는 또한 UN 헌장 7장(침략 행위)이 아니라 6장(평화롭게 해결되어야 하는 분쟁)에 따라 칼바자르의 아르메니아 포획을 처리할 것을 제안했다.

#### 아제르바이잔
아제르바이잔은 분쟁에서 여러 국가와 국제기구로부터 명시적인 외교적 지원을 받았다. 아제르바이잔의 가장 강력한 외교적 지지자는 터키와 파키스탄이며 아제르바이잔을 지원하는 아르메니아의 독립을 인정하지 않은 유일한 UN 회원국이다. 터키의 지원을 받는 불인정 국가 북키프로스(터키 키프로스)도 아제르바이잔을 지원한다. 이슬람 협력 기구(OIC)와 투르크 의회는 아제르바이잔의 입장을 반복해서 지지해 왔다. 이들 조직의 일부 회원국, 즉 우즈베키스탄과 사우디아라비아는 반복적으로 아제르바이잔의 입장에 대한 지지를 표명했다. 한편 레바논은 OIC의 친아제르바이잔 결의안을 지지하지 않았다.
아제르바이잔은 영토 분쟁을 겪고 있는 구소련 이후의 세 국가인 우크라이나, 조지아, 몰도바로부터 영토 보전을 위해 외교적 지원을 받았다. 이 세 국가와 아제르바이잔은 GUAM 조직을 형성하고 형식에서도 아제르바이잔 입장을 지원한다. 코소보에 대한 영토 분쟁이 있는 세르비아도 아제르바이잔의 영토 보전을 명시적으로 지지한다.
다른 두 구소련 국가인 카자흐스탄과 벨로루시는 아르메니아와의 명목상 동맹에도 불구하고 특히 유라시아 경제 연합(EEU)과 집단안보조약기구(CSTO) 내에서 아제르바이잔의 입장을 암묵적으로 지지한다.
팔레스타인과 이스라엘 모두 아제르바이잔에 대한 지지를 표명했다.

#### 2008년 유엔 투표
2008년 3월 14일, 유엔 총회는 "아제르바이잔의 영토 보전을 재확인하고 국제적으로 인정된 국경에 대한 지지를 표명하고 그곳의 모든 점령 지역에서 모든 아르메니아 군대의 즉각적인 철수를 요구하는" 결의안을 채택했다. 이 법안은 찬성 39대 반대 7의 투표로 채택되었으며 대부분의 국가는 기권하거나 불참했다. 그것은 대부분 이슬람 국가들의 지원을 받았다(31명은 OIC 회원이었다). 결의안을 지지한 비무슬림 국가에는 구소련 이후 세 국가(조지아, 몰도바, 우크라이나)와 나머지 5개 국(캄보디아, 콜롬비아, 미얀마, 세르비아, 투발루)이 포함되었다. 따라서 7개 국(NATO 회원국 1개 국(터키) 그리고 나머지 EU 회원국은 없음)의 OSCE 회원국이 지원했다.
앙골라, 아르메니아, 프랑스, 인도, 러시아, 미국, 바누아투가 반대했다. OSCE 민스크 그룹 공동 의장국(프랑스, 미국, 러시아)은 결의안에 반대표를 던졌다. 그들은 "공동 의장의 제안을 전체적으로 균형 있게 고려하지 않고 [기본] 원칙 중 일부만 선택적으로 전파하고 다른 원칙은 배제한다"고 주장했다. 공동의장국들은 일방적인 결의안이라며 "평화과정을 훼손하겠다고 위협한다"면서도 "아제르바이잔의 영토 보전을 지지하고 따라서 북한의 독립을 인정하지 않는다"고 재확인했다.

## 주요 휴전과 국제적 중재
1차 및 2차 나고르노카라바흐 전쟁 이후 두 차례의 주요 휴전이 합의되었다. 두 휴전 모두 러시아가 중개했으며, 첫 번째 휴전도 OSCE 민스크 그룹(러시아, 미국, 프랑스)이 중재했다.

### 비스켁 프로토콜
러시아가 중재한 휴전이 1994년 5월에 체결되었고 OSCE 민스크 그룹(러시아, 미국, 프랑스)이 중재한 평화 회담은 그 이후로 아르메니아와 아제르바이잔이 개최했다. 아제르바이잔은 민스크 그룹(러시아, 미국, 프랑스)이 친아르메니아적이라고 거듭 비난했다. 1996년 OSCE가 프랑스를 민스크 그룹의 공동 의장으로 선택했을 때, 아제르바이잔은 아제르바이잔이 프랑스를 친아르메니아인으로 인식했기 때문에 OSCE에 결정을 재고해 줄 것을 요청했다. 스반테 코넬은 1997년에 프랑스, 미국, 러시아가 "분쟁에서 아르메니아에 어느 정도 편향되어 있다"고 주장했다. 2018년 아제르바이잔은 당시 아르차흐 대통령이었던 바코 사학얀이 자국을 방문하도록 허용한 것에 대해 미국과 프랑스가 편견을 갖고 있다고 비난했다.

### 2020년 휴전
2020년 11월 9일, 아르메니아와 아제르바이잔은 러시아의 중재 하에 휴전에 서명했으며, 아르차흐 공화국도 적대 행위를 종식시키는 데 동의했다. 합의에 따라 양측은 자정에 보유한 입장을 계속 통제했다. 아르메니아는 1990년대 이후 점령했던 나고르노카라바흐 주변 영토를 반환했다. 아제르바이잔은 또한 슈샤와 하드루트를 포함하여 전쟁 중에 점령한 나고르노카라바흐의 3분의 1에 대한 통제권을 유지했다. 전체적으로 아르메니아 측은 전쟁 전에 지배했던 나고르노카라바흐와 그 주변 영토의 약 75%를 잃었다. 2020년까지 독립된 아제르바이잔은 이 지역에 대한 사실상의 통제권을 행사한 적이 없다.
약 2,000명의 러시아 군인이 나고르노카라바흐 주변에 최소 5년의 임기 동안 평화 유지군으로 배치되었다. 평화 유지군은 또한 아르메니아와 Nagorno-Karabakh 사이의 유일한 통로로 남아있는 라친 회랑에 대한 권한을 부여 받았다. 대체 바르데니스-마르타케르트 경로는 제2차 나고르노카라바흐 전쟁(2020년) 동안 다디반크-소트크 섹션(켈베제르)을 장악한 이후 아제르바이잔에 의해 폐쇄되었다.

## 같이 보기
- 진행 중인 군사 분쟁 목록

## 주해
1. ↑  1991년까지 나고르노카라바흐 자치주(NKAO).
2. ↑  아르메니아 소비에트 사회주의 공화국(소련 아르메니아) 1990년(아르메니아 공화국으로 개명)/1991년(독립 선언)까지.
3. ↑  1991년까지 아제르바이잔 소비에트 사회주의 공화국 (소비에트 아제르바이잔).
4. ↑  "소비에트 기간 내내 모스크바는 아르메니아 분리주의자들에 맞서 아제르바이잔 당국을 지원했다."[24] "소련이 해체될 때까지 소련 당국은 일반적으로 아제르바이잔의 편을 들었다. [...] 분쟁 지역에 파견된 소련군은 [...] 여러 차례 아제르바이잔군 편에 서서 북한 문제를 제기한 아르메니아인들을 '처벌'했다."[25] "소련군은 2년 반 동안 나고르노카라바흐에 주둔하고 있다. [...] 군대는 이 지역을 봉쇄한 무장한 아제르바이잔 민병대를 지원한다..."[26] 소련군은 1991년 4월부터 5월까지 아제르바이잔 측에서 반지 작전 중에 직접 개입했다.[27][28] 본질적으로 "소련-아제르바이잔 연합 작전"이었다.[29]
5. ↑  아르메니아: 현역 군인 44,800명 (2019, IISS)[34]
아르차흐: 18,000–20,000명 현역 군인(2008년, 고급 연구 및 평가 그룹(ARAG))[35]
6. ↑  카라바흐 분쟁[46], 아르메니아–아제르바이잔 분쟁[47] 또는 아르메니아-아제르바이잔 분쟁으로도 불린다. 일반적으로 아르메니아의 아르차흐 분쟁[48] 아제르바이잔의 아르메니아-아제르바이잔 나고르노카라바흐 분쟁으로 불린다.[49]
7. ↑  1917년 캅카스 달력에 따르면 1916년 슈샤의 아르메니아 인구는 23,396명으로 도시 인구의 53.3%를 차지했다.[52]
8. ↑  여기에는 2004년 모하마드 하타미 대통령,[329] 2019년 모하마드 바게리 이란 국군 참모총장,[330] 2020년 마흐무드 배지 이란 대통령 참모총장,[331] 아제르바이잔 주재 이란 대사가 포함됩니다.[332][333]
9. ↑  아프가니스탄, 아제르바이잔, 바레인, 방글라데시, 브루나이, 코모로, 지부티, 감비아, 인도네시아, 이라크, 요르단, 쿠웨이트, 리비아, 말레이시아, 몰디브, 모로코, 니제르, 나이지리아, 오만, 파키스탄, 카타르, 사우디아라비아, 세네갈, 시에라리온, 소말리아, 수단, 터키, 우간다, 아랍에미리트 연합, 우즈베키스탄, 예멘.
10. ↑  아제르바이잔, 조지아, 몰도바, 세르비아, 터키, 우크라이나, 우즈베키스탄

## 참고 문헌
- Cheterian, Vicken (2008). 《캅카스의 전쟁과 평화: 러시아의 험난한 국경》. 런던: 허스트.
- De Waal, Thomas (2003). 《블랙 가든: 평화와 전쟁을 통한 아르메니아와 아제르바이잔》. 뉴욕: 뉴욕 대학 출판부. ISBN 978-0814719459.
- 《아제르바이잔: 나고르노카라바흐에서 7년간의 분쟁》 (PDF). 휴먼 라이츠 워치. 1994. ISBN 1564321428. 2020년 6월 28일에 원본 문서 (PDF)에서 보존된 문서.
- Taarnby, Michael (2008). “나고르노카라바흐의 무자헤딘: 글로벌 지하드 진화 사례 연구” (PDF). 《Working Paper》 (마드리드: 엘카노 왕립 연구소): 1–12. 2020년 8월 19일에 원본 문서 (PDF)에서 보존된 문서.
- Cornell, Svante E. (1998). “터키와 나고르노카라바흐의 분쟁: 미묘한 균형”. 《중동 연구》 34 (1): 51–72. doi:10.1080/00263209808701209. JSTOR 4283917.